# هوزمي هاسيغاوا
هوزمي هاسيغاوا (باليابانية: 長谷川 穂積) مواليد 16 ديسمبر 1980 في نيشيواكا، هيوغو، اليابان، هو ملاكم ياباني يصنف ضمن فئة وزن الريشة. حقق بطولة المجلس العالمي للملاكمة.

## إحصائيات
خاض خلال مسيرته 38 نزالا، فاز في 33 وخسر في 5. فاز بالضربة القاضية في 15 نزالا.

## روابط خارجية
- هوزمي هاسيغاوا على موقع بوكس ريك (الإنجليزية) (registration required)